# Crusoe

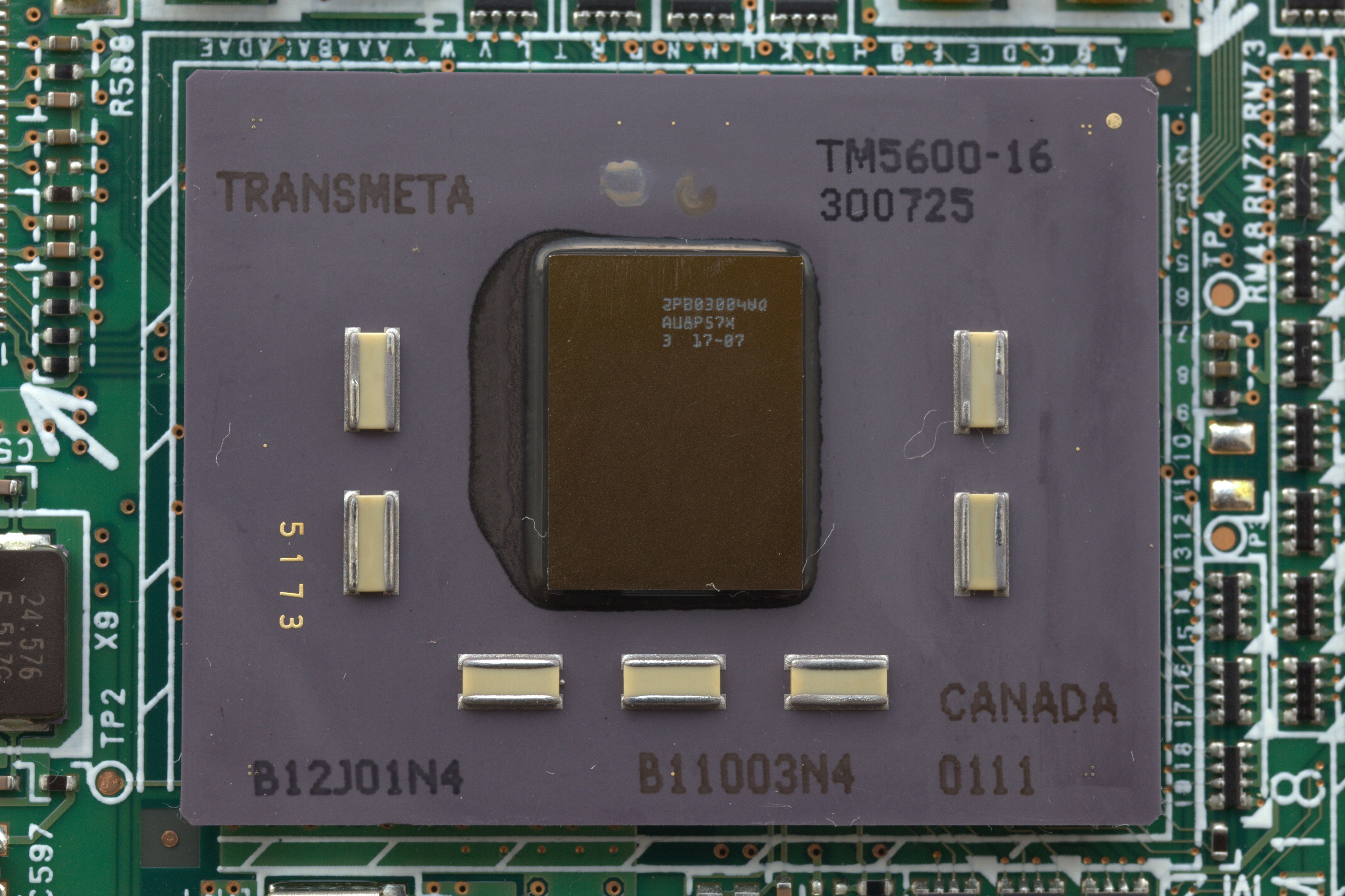
Procesor Transmeta Crusoe TM5600

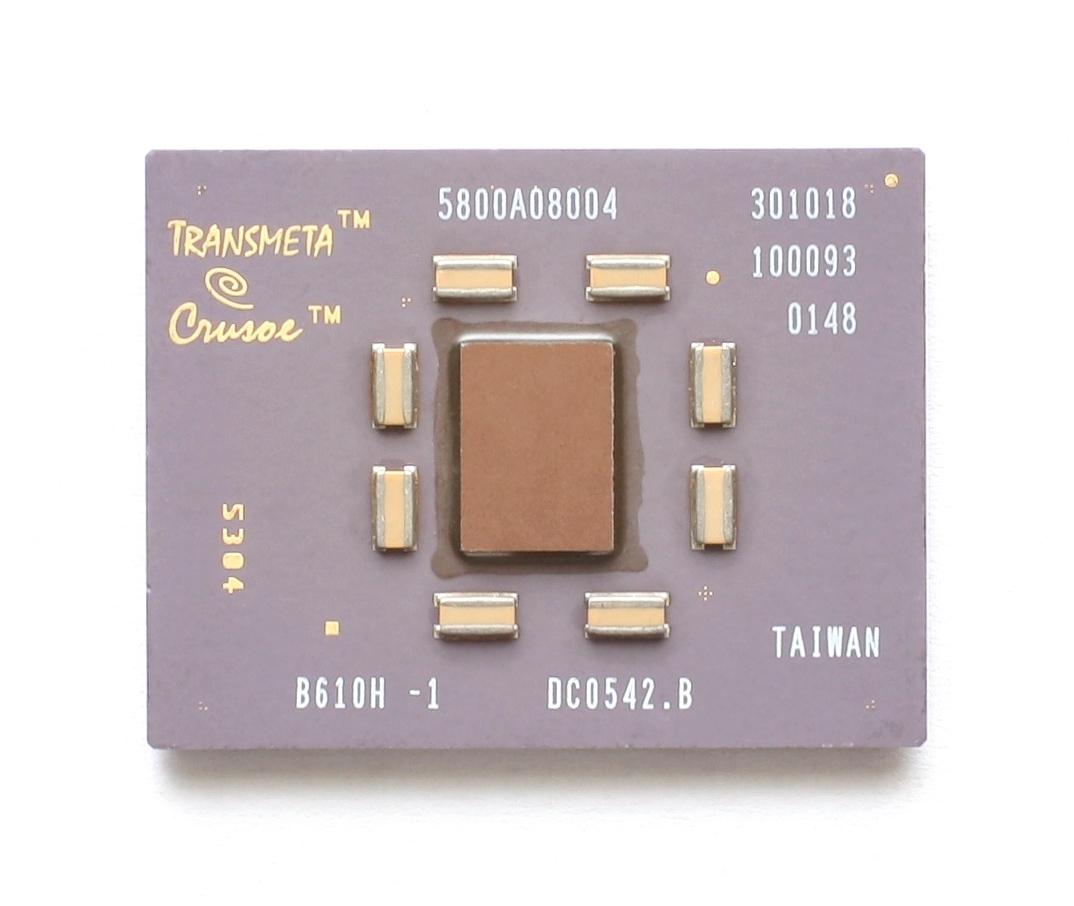
Procesor Transmeta Crusoe TM5800

Crusoe – rodzina energooszczędnych procesorów zgodnych z x86, które miały swoją premierę w 2000 roku. Zaprojektowana przez korporację Transmeta z myślą o urządzeniach przenośnych (laptop, tablet) i urządzeniach wbudowanych (cienkie klienty), odtwarzacze DVD, centra multimedialne.

Nazwa została zaczerpnięta z książki Robinson Crusoe
.
Dzięki zintegrowaniu mostka północnego i kontrolera pamięci RAM w procesorze, zredukowano ilość potrzebnego miejsca na płycie głównej w urządzeniach mobilnych.
Energooszczędność została osiągnięta dzięki specyficznej architekturze oraz płynnym zmianom parametrów procesora, w zależności od obciążenia systemu. Specjalnie w tym celu napisane oprogramowanie, tłumaczy w czasie rzeczywistym instrukcje x86-32 na instrukcje VLIW (Very Long Instruction Word).

## Energooszczędność
Oprogramowanie Code Morphing Software jest ładowane z pamięci ROM zamontowanej w procesorze, do pamięci RAM w czasie uruchamiania komputera. Procesor rezerwuje 16 MB pamięci RAM dla oprogramowania Code Morphing Software, które tłumaczy 32-bitowe instrukcje x86 na 128-bitowe (4 x 32bit) instrukcje VLIW (Very Long Instruction Word). Dzięki temu w jednym cyklu zegara procesor jest w stanie wykonać 4 instrukcje.

W stanie wstrzymania, procesor zużywa znacznie mniej prądu niż konkurencyjne procesory.

## Skalowalność
Niektóre modele procesorów posiadają możliwość zmiany zegara poprzez zmianę częstotliwości magistrali systemowej oraz napięcia procesora w czasie rzeczywistym, obniżając tym samym zapotrzebowanie na energię. Oprogramowanie Longrun (działające po stronie systemu operacyjnego) może zmieniać szybkość procesora w zależności od potrzeb w czasie rzeczywistym . Dzięki odpowiednim algorytmom, szybkość procesora może zmaleć, gdy komputer przejdzie na zasilanie bateryjne. Dzięki czujnikowi temperatury, można również zmieniać szybkość procesora w zależności od temperatury układu.

## Wersja SE
Procesory dla urządzeń wbudowanych zostały oznaczone skrótem SE (Special Embedded). Procesory te zostaly opracowane, aby działały non-stop, przez 10 lat, z pełną szybkością, w temperaturze od 0-100 °C. 

## Modele procesorów Crusoe
- TM3200 - 333/366/400 MHz

- TM5400 - 500~700 MHz
- TM5500
- TM5600 - 500~700 MHz
- TM5700 - 667~800 MHz
- TM5800
- TM5900 - 800~1000 MHz

| model   | architektura | zegar   | TDP       | litografia | cache danych L1 | cache instrukcji L1 | cache L2 | SIMD | dodatkowe |
| ------- | ------------ | ------- | --------- | ---------- | --------------- | ------------------- | -------- | ---- | --------- |
| TM-5600 | i586         | 533 MHz | ~5,6 watt | 180 nm     | 64 KB           | 64 KB               | 512 KB   | MMX  | Longrun   |
| TM-5700 | i586         | 800 MHz | 6,6 watt  | 130 nm     | 64 KB           | 64 KB               | 256 KB   | MMX  | Longrun   |
| TM-5800 | i586         | 1 GHz   | 9,5 watt  | 130 nm     | 64 KB           | 64 KB               | 512 KB   | MMX  | Longrun   |